# Ganna Walska
Ne doit pas être confondu avec Mary McCormic.
Ganna Walska, née Hanna Puacz, le 26 juin 1887 à Brest-Litovsk et morte le 2 mars 1984 à Montecito, est une chanteuse d'opéra américaine d'origine polonaise. Elle a été la propriétaire du théâtre des Champs-Élysées de 1923 à 1970. Passionnée de jardins, elle a créé les jardins botaniques Lotusland (en) dans son manoir de Montecito en Californie. Elle a été mariée six fois, dont quatre fois à de riches maris. La promotion de sa carrière à l'opéra par son quatrième mari, Harold McCormick, a inspiré certains aspects du scénario de Citizen Kane.

## Biographie
Hanna Puacz est née le 26 juin 1887 à Brest-Litovsk, de parents polonais Napoléon Puacz et Karolina Massalska, elle serait la nièce du marquis de Cuevas.
Encore adolescente en 1904, elle quitte sa maison pour Saint-Pétersbourg où elle épouse en 1907, Arcadie d’Einghorn, un comte russe.
En 1914, elle arrive en France, où elle adopte son nom de scène : Ganna Walska. Ganna est une forme ukrainienne de Hannah, et Walska « rappelle sa musique préférée, la valse » et commence une carrière de chanteuse de cabaret. Elle part à New York, où elle rencontre son second mari, l'endocrinologue qu’elle consulte pour des problèmes aux cordes vocales.
En 1916, elle tourne dans un film de William Nigh The Child of Destiny.
Elle fait la connaissance de celui qui deviendra son troisième mari en 1920, Alexander Smith Cochran (en), dont la fortune, estimée à 80 millions de dollars, servira en partie à la couvrir de bijoux . Harold McCormick, homme d'affaires, fait aussi battre son cœur. Les deux hommes entrent en compétition pour la séduire : le premier lui laisse carte blanche chez Cartier, le deuxième ouvre un compte à son nom, lui versant 100 000 dollars par an, à vie. Harold McCormick, dépense des milliers de dollars en cours de chant pour elle et s'arrange même pour qu'elle prenne la tête d'une production de Zazà de Ruggero Leoncavallo à l'opéra de Chicago en 1920. Apparemment, Walska se dispute avec le réalisateur Pietro Cimini pendant la répétition générale et quitte la représentation avant son entrée en scène,. Elle devient l'élève de Walther Straram, le 4 mai 1921.

Les contemporains disent que Walska a une voix terrible, qui ne plait qu'à McCormick. Après un bref mariage avec Cochran, elle épouse McCormick à Paris. Ils habitent 14 rue de Lubeck. 

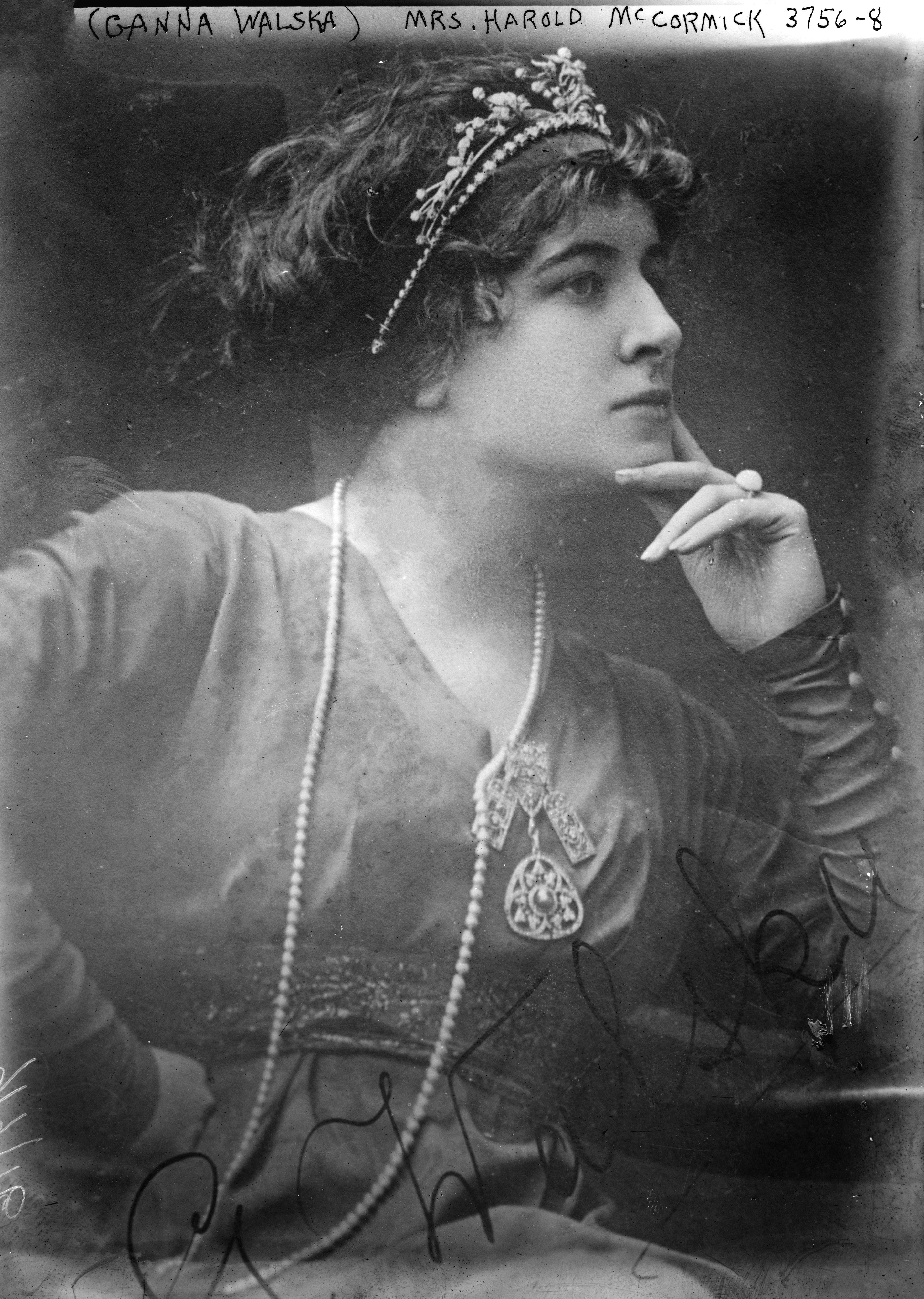
Ganna Walska après son mariage avec Harold McCormick.

En 1922, après son mariage avec Harold McCormick, Ganna Walska achète le théâtre des Champs-Élysées à Paris. Elle déclare au Chicago Tribune « qu'elle a investi ses propres fonds, et non ceux de son mari », et déclare: «Je n'apparaîtrai jamais dans mon propre théâtre tant que je n'aurai pas été reconnue uniquement sur la base de mes mérites en tant qu'artiste  ».
Walska devient aussi une élève de la professeure de chant Cécile Gilly. Marjorie Lawrence, une autre élève de Gilly, a déclaré qu'il était clair que Walska avait peu d'aptitudes pour la musique, mais que Gilly l'a engagée pour l'argent.
Walska poursuit une carrière de chanteuse d'opéra. La promotion de sa carrière à l'opéra par McCormick, malgré son apparente réputation de chanteuse médiocre, a inspiré des aspects du scénario de Citizen Kane d'Orson Welles. Roger Ebert, dans son commentaire sur Citizen Kane, suggère que le personnage de Susan Alexander est basé sur Walska.
En juin 1924, Walther Straram organise son propre festival Mozart avec Don Giovanni, Cosi fan tutte, Les Noces, le Requiem… Les opéras sont donnés trois fois et chantés en italien, au théâtre des Champs-Élysées, avec la participation de Ganna Walska.
Les gros titres du New York Times disent : « Ganna Walska échoue dans Madame Butterfly : sa voix la dessert encore quand elle essaie le rôle de l'héroïne de Puccini » et « Mme Walska s'accroche à l'ambition de chanter (14 juillet 1927) ».
La presse française, notamment le journal Comœdia et le Figaro, semble plus indulgente,.
Jusqu'en 1940, elle passe la majeure partie de son temps entre l'Amérique et l'Europe, s'installant définitivement aux Etats-Unis, juste avant que les nazis n'occupent la France.
Le New York Times, en 1996, rapporte que selon ses mémoires Always Room at the Top (1943) ,« Walska a essayé toutes sortes de techniques à la mode pour conquérir ses nerfs et sauver sa voix...Rien n'a fonctionné. Au cours d'une représentation de Fedora de Giordano à La Havane, en 1918, elle a déraillé si obstinément que le public l'a bombardée de légumes pourris. C'était un événement dont Orson Welles s'est souvenu lorsqu'il a commencé à concocter le personnage de la seconde épouse de l'éditeur de journaux pour Citizen Kane ».
Ganna Walska décède le 2 mars 1984 à Lotusland, laissant son jardin et sa fortune à la Ganna Walska Lotusland Foundation.

## Mariages
Ganna Walska s'est mariée six fois :
- avec le baron et officier russe, Arcadie d'Eingorne. Ils se marient en 1907 mais le mariage est dissous deux ans plus tard. Le baron meurt de la tuberculose en 1915 .
- avec le Dr Joseph Fraenkel, endocrinologue new-yorkais. Ils se marient en 1916 et il décède en avril 1920 .
- avec le sportif multimillionnaire et magnat du tapis Alexander Smith Cochran (en). Ils se marient en septembre 1920 et divorcent en 1922[19],[20]. Il meurt en 1929[21].
- avec l'industriel Harold F. McCormick . Ils se marient le 11 août 1922 à la mairie du 16e arrondissement de Paris[22] et divorcent en octobre 1931[23],[24],[25],[26]. McCormick meurt en 1941[27].
- avec l'inventeur anglais d'un rayon de la mort, Harry Grindell Matthews (en)[28],[29]. Ils se marient en 1938[30],[31], il meurt en 1941[32],[33].
- avec Theos Bernard (en), son sixième et dernier mari, spécialiste du hatha yoga et du bouddhisme tibétain et auteur de livres sur la philosophie de l'Inde et du Tibet. Ils se marient en 1942 et divorcent en 1946. Il est mort en 1947[34].

## Fortune et patrimoine
En 1926, Walska achète l'œuf de Fabergé, le Duchess of Marlborough (en), offert par Consuelo Vanderbilt lors d'une vente aux enchères caritative. Il a ensuite été acquis par Malcolm Forbes en tant que premier œuf de Pâques de sa collection d'œufs Fabergé.
En 1927, elle crée et dirige la Société Parisienne des Produits de Beauté, entreprise de cosmétiques, qui a son siège 51 rue du Paradis et un salon d'exposition 2 rue de la Paix à Paris. Après Blue Ribbon et Divorçons, Ganna Walska lance Pour le Sport ,,. La SPPB est déclarée en faillite en 1931.
La même année, elle prend la direction du théâtre des Champs-Élysées, dont elle est l'unique propriétaire. Elle refuse d'abandonner sa carrière de chanteuse et de commerçante et de suivre son mari à Chicago, prémices d'un divorce,.
En 1928, Ganna Walska obtient la libre occupation du TCE. Elle en confie l'exploitation à Walther Straram.
En 1928, elle acquiert le saphir Romanov, appartenant à l'origine à la tsarine Maria Feodorovna, et le fait façonner par Cartier en collier.
En 1929, elle est la propriétaire du château de Galluis.
En 1936, elle revend la parure d'émeraudes (diadème, collier, pendentifs, bracelet) offert par Napoléon III à la comtesse de Castiglione, à Barbara Hutton.
Jusqu'à la fin des années 60, Ganna Walska paye le déficit du théâtre des Champs-Élysées, offert par son époux en 1923 et seul théâtre à être coté en Bourse, mais qui a toujours été déficitaire. Elle change alors d'attitude et signe une promesse de vente à des promoteurs américains. Malraux s'en émeut et en 1970, le gouvernement a donc acheté 80 % des actions,.
En 1971, Walska se laisse convaincre de vendre 146 pièces de sa collection de bijoux. Parmi la collection, riche en pierres précieuses de couleur, figurait une briolette (en) de diamants de quatre-vingt-quinze carats, une rare collection de bijoux indiens comportant plusieurs magnifiques colliers de Cartier et une grande émeraude sculptée Mogul. Les fonds récoltés lors de la vente de 1971 ont été réinvestis dans le jardin, pour acheter et installer les rares cycadales qui composent le dernier jardin créé du vivant de Madame Walska.

## Représentations
- The Merry Widow (Kiev)
- 1915 : Mam'zelle Nitouche (Théâtre Century de New York (en))[49].
- 1920 : Zazà (Opéra lyrique de Chicago)
- 1923 : Rigoletto (Opéra de Paris)[50],[51].
- 1923 : Les Noces de Figaro, festival Mozart au théâtre des Champs-Élysées[52],[53].
- 1923 : Don Juan, festival Mozart au théâtre des Champs-Élysées[52],[53].
- 1924 : Cosi fan Tutte, au théâtre des Champs-Élysées, juin.
- 1925 : Madame Butterfly, opéra de Nice[14],[16].
- 1925 : L'Habit vert, comédie de Flers et Caillavet, représentation des Tréteaux Mondains, salle Malakoff, rôle de la Duchesse[54]
- 1929 : La Castiglione, comédie de Régis Gignoux, musique de Jacques Ibert, au théâtre des Champs-Élysées, 1er juin[55],[56],[57].
- 1930 : Concert à la Bechteinsaal à Berlin, 29 septembre.
- 1933 : Pelléas et Mélisande de Debussy, représentation privée au théâtre des Champs-Élysées, 20 juin, rôle de Mélissande[58].

## Lotusland

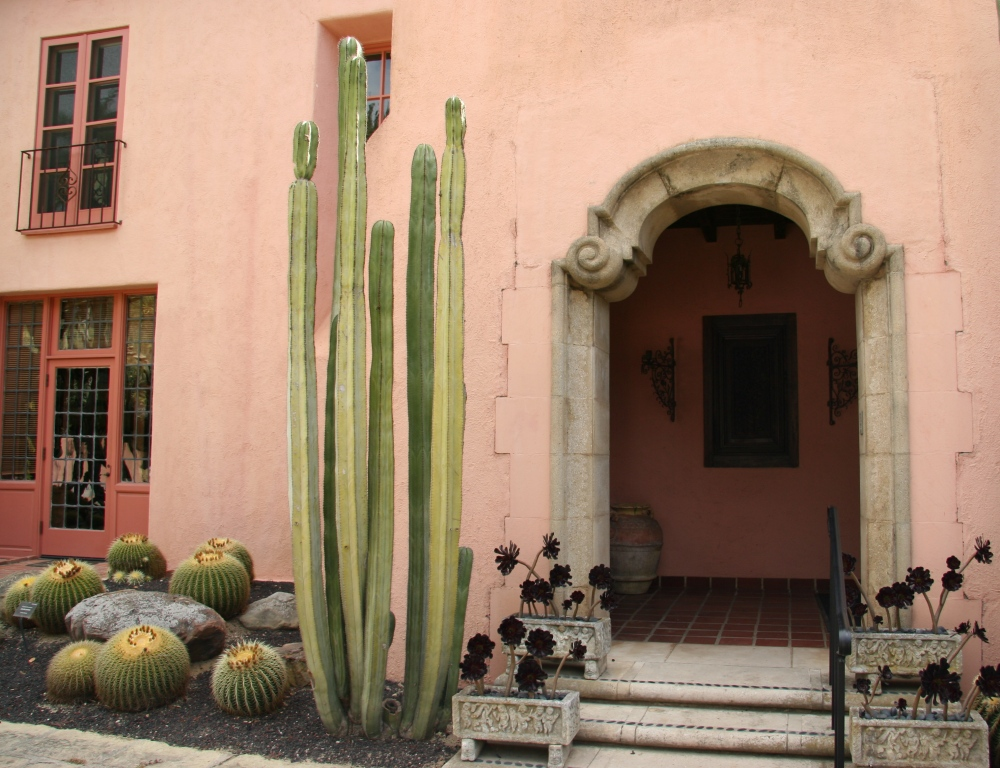
Entrée du manoir à Lotusland.

En 1941, avec les encouragements de son sixième mari Theos Bernard, elle achète l'historique domaine de 15ha, Cuesta Linda, à Montecito près de Santa Barbara, Californie, avec l'intention de l'utiliser comme retraite pour les moines tibétains. En raison des restrictions sur les visas pendant la guerre, les moines ne peuvent pas venir aux États-Unis. Après son divorce d'avec Bernard en 1946, Walska change le nom de son domaine en Lotusland , d'après la célèbre fleur sacrée dans les religions indienne et tibétaine, le lotus, Nelumbo nucifera. Ce lotus pousse dans plusieurs des étangs de son jardin. Elle consacre le reste de sa vie à concevoir, réaménager, agrandir et entretenir les célèbres jardins du domaine. Son talent de paysagiste est considéré pour ses jardins distinctifs d'une créativité exceptionnelle.

## Distinctions
- Croix du Mérite (Pologne) en 1931.
- Chevalier de la Légion d'honneur en 1934.
- Chevalier de l'ordre des Arts et des Lettres en 1972.

## Botanique

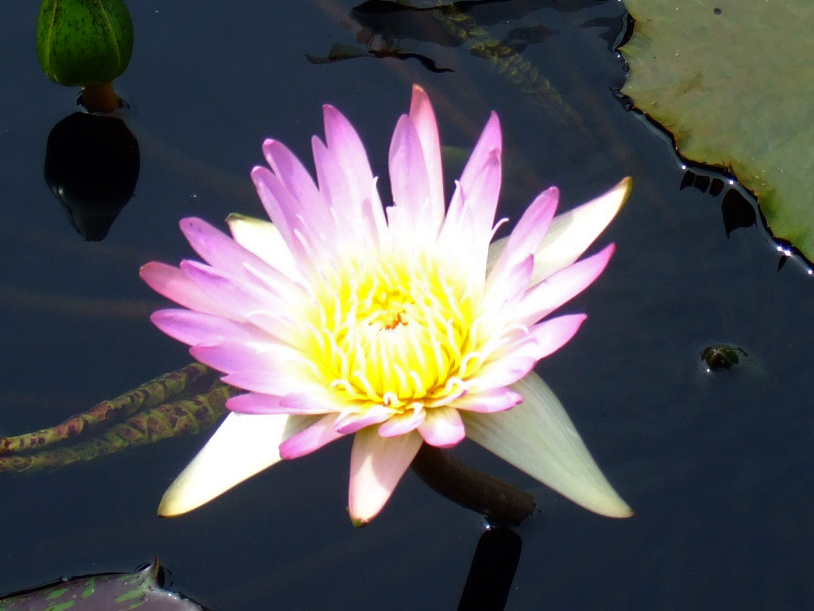
Nymphéa Madame Ganna Walska.

Un nénuphar tropical aux fleurs rose lavande pâle, de la famille des nymphéas porte son nom.